# Chartrier-Ferrière
Chartrier-Ferrière é uma comuna francesa na região administrativa da Nova Aquitânia, no departamento de Corrèze. Estende-se por uma área de 15,16 km². Em 2010 a comuna tinha 372 habitantes (densidade: 24,5 hab./km²).